# Çubuk
Çubuk là một huyện thuộc tỉnh Ankara, Thổ Nhĩ Kỳ. Huyện có diện tích 1362 km² và dân số thời điểm năm 2007 là 83826 người, mật độ 62 người/km².